# Ivan Radić (političar)
Ivan Radić (Osijek, 15. lipnja 1987.) hrvatski je političar, ekonomist, 49. gradonačelnik Osijeka i zastupnik u Hrvatskom saboru od 2020. Također je bio zastupnik u Saboru od 2015. do 2016. Radić je član predsjedništva Hrvatske demokratske zajednice.

## Životopis
Rođen je u Osijeku 15. lipnja 1987. godine, gdje je pohađao Osnovnu školu Vladimira Becića, a zatim Prirodoslovno-matematičku gimnaziju. 2017. završio je preddiplomski studij na Građevinskom fakultetu u Osijeku uz kontinuirani rad u građevinskoj firmi. U međuvremenu je diplomirao i na Ekonomskom fakultetu, a trenutno pohađa doktorski studij europskih studija. 

## Politička karijera
Pridružio se Hrvatskoj demokratskoj zajednici kada je imao oko 20 godina.  Na hrvatskim parlamentarnim izborima 2015. kandidirao se kao kandidat Domoljubne koalicije i postao zastupnik u Hrvatskom saboru. HDZ je pobijedio izbore i formirao vladu s Mostom.   Tijekom ovog mandata u Saboru, Radić je bio član Odbora za ljudska prava i prava nacionalnih manjina, Odbora za prostorno uređenje i graditeljstvo te Odbora za predstavke i pritužbe.  Vlada je pala u lipnju 2016. i raspisani su novi izbori na kojima se Radić nije kandidirao. 
2017. izabran je za predsjednika osječkog HDZ-a, pobijedivši svog protukandidata, Domagoja Mikulića, sa 708 glasova naspram 587. 
Kandidirao se na hrvatskim parlamentarnim izborima 2020. i ponovno osvojio mjesto u Saboru. Koalicija predvođena HDZ-om pobijedila je na izborima i formirala vladu sa SDSS-om.  Tijekom tog mandata bio je član Odbora za predstavke i pritužbe, Mandatno-imunitetnog povjerenstva, Nacionalnog vijeća za vode iz reda zastupnika te Potpredsjednik Nacionalnog vijeća za praćenje provedbe Strategije suzbijanja korupcije. Od 20. siječnja 2023. do 28. rujna 2023. nije bio u Saboru, a njegov zamjenik bio je Goran Ivanović. 
Ponovno se kandidirao za Sabor na hrvatskim parlamentarnim izborima 2024. i osvojio mjesto. Koalicija predvođena HDZ-om ponovno je dobila izbore i stvorila vladu s Domovinskim pokretom.  Radić je član saborskog Odbora za predstavke i pritužbe.  Godine 2024. postao je i član Predsjedništva Hrvatske demokratske zajednice. 

### Gradonačelnik Osijeka
Na lokalnim izborima u Osijeku 2021. kandidirao se za gradonačelnika Osijeka i osvojio 38,69 % glasova u prvom krugu. Ušao je u drugi krug protiv Berislava Mlinarevića (DP, Most) i pobijedio sa 62,69 % glasova.  Radić je službeno postao gradonačelnik 4. lipnja 2021. 
Koalicija predvođena HDZ-om osvojila je 14 mjesta u Gradskom vijeću Osijeka i stvorila većinu sa Snagom Slavonije i Baranje i HNS-om. Vladimir Ham (HNS) izabran je za predsjednika Gradskog vijeća.
U siječnju 2023. poništio je odluku Nadzornog odbora gradske tvrtke Gradski prijevoz putnika o povećanju cijena karata za javni prijevoz. 
Nakon što je hrvatska vlada 2024. godine odlučila ukinuti prirez, Radić je odlučio ne povećati stopu poreza na dohodak.
U studenom 2024. Radić je najavio da neće obnoviti ugovor o koncesiji za parkiranje, koji je trebao isteći 31. prosinca. To je značilo da je Grad Osijek prvi put u povijesti preuzeo upravljanje svojim parkingom. 
Na lokalnim izborima u Osijeku 2025. Radić se ponovno kandidirao kao kandidat koalicije predvođene HDZ-om. U prvom krugu je pobijedio sa 70,95% glasova. 

## Osobni život
Oženjen je Ivom Kovačević Radić, koja je odvjetnica. Vjenčali su se 2018. godine i imaju sina Nikšu, rođenog 2021. godine.